# Maîche
Maîche é uma comuna francesa na região administrativa de Borgonha-Franco-Condado, no departamento de Doubs. Estende-se por uma área de 17,42 km². Em 2010 a comuna tinha 4 383 habitantes (densidade: 251,6 hab./km²).